# Sparks Fly
| Оценки критиков | Оценки критиков |
| Источник        | Оценка          |
| --------------- | --------------- |
| AllMusic        | [ 2 ]           |

Sparks Fly — дебютный студийный альбом американской актрисы и певицы Миранды Косгроув, вышедший в 2010 году.
Планы на альбом были впервые объявлены в июле 2008 года, а альбом был выпущен на Columbia Records 27 апреля 2010 года в качестве стандартного издания и подарочное издание и Epic Records в Индии и Италии. Альбом предшествует его сингл, «Kissin U», который был написан в соавторстве Косгроув, Nedi Lovens, Claude Kelly и Dr. Luke, который продюсировал её, и был выпущен 22 марта 2010 года. Альбом был продан тиражом 36 тысяч копий в первую неделю, заняв 8 место в чарте Billboard 200.
Sparks Fly был встречен с положительным откликом от поклонников и критиков. Многие поклонники и критики заявили, что они находят сходство Косгроув и её коллег -Аврил Лавин и Майли Сайрус . Помимо своей критической деятельности, Sparks Fly также показали хорошие результаты в коммерческих целях, графиков в таких странах, как Австрия и Германия, среди других. Альбом был повышен в основном за счет живых выступлений, в который вошли мини-концерт на Today Show. Косгроув также продвигала альбом во время её «Dancing Crazy Tour», который начался 24 января 2011 и закончился 24 февраля 2011.

## Список композиций
| №  | Название              | Длительность |
| -- | --------------------- | ------------ |
| 1. | «Kissin U»            | 3:19         |
| 2. | «BAM»                 | 2:50         |
| 3. | «Disgusting»          | 3:39         |
| 4. | «Shakespeare»         | 3:42         |
| 5. | «Hey You»             | 3:56         |
| 6. | «There Will Be Tears» | 3:13         |
| 7. | «Oh Oh»               | 2:53         |
| 8. | «Daydream»            | 3:10         |

| №   | Название                    | Длительность |
| --- | --------------------------- | ------------ |
| 9.  | «Brand New You»             | 3:33         |
| 10. | «What Are You Waiting For?» | 3:35         |
| 11. | «Adored»                    | 3:32         |
| 12. | «Beautiful Mess»            | 3:03         |

| №   | Название  | Длительность |
| --- | --------- | ------------ |
| 13. | «Charlie» | 3:13         |